# Дренє-Брдовецько
Дренє-Брдовецько (хорв. Drenje Brdovečko) — населений пункт у Хорватії, у Загребській жупанії у складі громади Брдовець.

## Населення
Населення за даними перепису 2011 року становило 685 осіб.
Динаміка чисельності населення поселення:

## Клімат
Середня річна температура становить 10,39 °C, середня максимальна – 24,73 °C, а середня мінімальна – -6,35 °C. Середня річна кількість опадів – 1018 мм.
| Клімат поселення                              | Клімат поселення | Клімат поселення | Клімат поселення | Клімат поселення | Клімат поселення | Клімат поселення | Клімат поселення | Клімат поселення | Клімат поселення | Клімат поселення | Клімат поселення | Клімат поселення | Клімат поселення |
| Показник                                      | Січ.             | Лют.             | Бер.             | Квіт.            | Трав.            | Черв.            | Лип.             | Серп.            | Вер.             | Жовт.            | Лист.            | Груд.            |                  |
| Середній максимум, °C                         | 5,84             | 7,91             | 12,23            | 16,70            | 21,67            | 24,73            | 23,92            | 23,21            | 19,18            | 14,12            | 8,28             | 4,48             |                  |
| Середня температура, °C                       | −0,26            | 1,83             | 6,13             | 10,60            | 15,57            | 18,62            | 20,40            | 19,68            | 15,67            | 10,61            | 4,78             | 0,96             |                  |
| Середній мінімум, °C                          | −6,35            | −4,28            | 0,04             | 4,52             | 9,48             | 12,53            | 16,90            | 16,18            | 12,17            | 7,10             | 1,25             | −2,54            |                  |
| Норма опадів, мм                              | 52               | 53               | 70               | 75               | 86               | 115              | 95               | 97               | 102              | 100              | 100              | 73               |                  |
| Середньомісячна швидкість вітру, м/с          | 1.53             | 1.71             | 2.11             | 2.03             | 1.91             | 1.80             | 1.70             | 1.52             | 1.50             | 1.51             | 1.61             | 1.60             |                  |
| Середньомісячна сонячна радіація, кДж/м²·день | 4081             | 6834             | 10389            | 14796            | 18882            | 20764            | 21616            | 18858            | 13799            | 8523             | 4508             | 3284             |                  |
| --------------------------------------------- | ---------------- | ---------------- | ---------------- | ---------------- | ---------------- | ---------------- | ---------------- | ---------------- | ---------------- | ---------------- | ---------------- | ---------------- | ---------------- |
| Джерело:                                      |                  |                  |                  |                  |                  |                  |                  |                  |                  |                  |                  |                  |                  |